# Balaca picaria
Balaca picaria là một loài bướm đêm thuộc phân họ Arctiinae, họ Erebidae.